# Bruno Bandini (Musiker)
Bruno Bandini (* 1889 in Faenza; † 1969 in Buenos Aires) war ein argentinischer Bratschist, Dirigent und Musikpädagoge italienischer Herkunft.

## Leben
Bandini kam als Kind mit seinen Eltern nach Argentinien, die sich in Buenos Aires niederließen. Er studierte am Instituto Musical Santa Cecilia, bei Ercole Galvani, Cataneo und G. Troiani und erhielt 1905 das Diplom als Professor für Viola. Im gleichen Jahr nahm er seine Lehrtätigkeit am Instituto Musical auf.
1909 gab er ein Solokonzert im Salon der Unione Operai Italiani, das als erstes Konzert eines Bratschisten in Buenos Aires gilt. Er trat mit verschiedenen regionalen Orchestern auf und arbeitete u. a. unter der Leitung von Arturo Toscanini. Das Orchester des Teatro Colón engagierte ihn als Ersten Solobratschisten, und in gleicher Funktion wurde er Mitglied des Philharmonieorchesters der Asociación del Profesorado Orquestal.
Im Jahr 1914 wurde Bandini Professor am Instituto Nacional de Ciegos, 1916 am Conservatorio de Música Thibaud-Piazzini. 1924 war er unter den Gründungsmitgliedern des Conservatorio Nacional de Música y Arte Escénico, zu dessen Professoren er bis zu seiner Emeritierung gehörte; ab 1930 unterrichtete er zudem am Conservatorio Municipal Manuel de Falla. Mit José María und Juan José Castro, Manuel Almirall, und Francisco Amicarelli gründete er 1924 die Sociedad del Cuarteto.
Mit Unterstützung der Sociedad Lago di Como gründete Bandina mit jungen Musikern das Orquesta Miguel Gianneo, das er mehrere Jahrzehnte leitete und mit dem er vielen jungen Komponisten eine Aufführung ihrer Werke und jungen Musikern der Start einer Solistenlaufbahn ermöglichte. 1945 wurde er mit der Gründung des Kammer- und Sinfonieorchesters des Radio Nacional beauftragt, das er zu einem angesehenen Klangkörper Argentiniens entwickelte. Seine Plattenaufnahme der Impresiones de la Puna von Alberto Ginastera wurde als bestes Album des Jahres 1951 ausgezeichnet.